# سالي أرمسترونغ
سالي أرمسترونغ هي محرِّرة وناشطة حقوق الإنسان وصحفية كندية، ولدت في 1943 في مونتريال في كندا.